# Romain Bardet
Romain Bardet (* 9. November 1990 in Brioude) ist ein ehemaliger französischer Radrennfahrer.

## Werdegang
Als Junior ging Romain Bardet im Jahr 2008 für die französische Nationalmannschaft bei den Straßenradsport-Europameister- und Weltmeisterschaften an den Start. Zudem wurde er in derselben Saison Gesamtzweiter der Ronde des Vallées. Im Jahr 2009 bestritt er mehrere Wettkämpfe für den französischen Club CR4C Roanne, für den er mit dem Grand Prix d’Issoire ein nationales Rennen gewann.
Mit dem Jahr 2010 stieg Bardet in die Klasse U23 auf und ging für den Club Chambéry Cyclisme Formation an den Start. Sein erstes Rennen gewann er bei der Ronde de l’Isard, bei der er die Abschlussetappe im Sprint aus einer kleinen Gruppe für sich entschied. Am Ende der Saison beendete er die Tour de l’Avenir als bester Franzose auf dem sechsten Gesamtrang. Im Jahr 2011 wurde Bardet zunächst hinter Tosh van der Sande Zweiter von Lüttich–Bastogne–Lüttich Espoirs, ehe er zwei Etappen der Tour des Pays de Savoie gewann. Bei der Tour de l’Avenir 2011 entschied er nach zwei zweiten Plätzen die Bergankunft der 6. Etappe für sich, ehe er die Nachwuchsrundfahrt auf dem 12. Gesamtplatz beendete und sich die Punktewertung sicherte.

### Wechsel zu AG2R La Mondiale
Aufgrund seiner zahlreichen Top-Resultate in den Nachwuchsklassen erhielt Romain Bardet im Jahr 2012 im Alter von 21 Jahren einen Vertrag beim französischen UCI WorldTeam AG2R La Mondiale. In seiner ersten Saison wurde er nach der Disqualifikation des Bulgaren Iwajlo Gabrowski Gesamtvierter der Türkei-Rundfahrt und verpasste als Zweiter nur knapp einen Etappensieg bei der Tour de l’Ain. Im Jahr darauf zeigte er weiterhin gute Leistungen auf und gab nach dem vierten Gesamtrang bei der Route du Sud sein Grand-Tour-Debüt bei der Tour de France 2013. Diese beendete er auf dem 15. Gesamtrang. Im August desselben Jahres gewann Bardet mit der Gesamtwertung der Tour de l’Ain sein erstes internationales Eliterennen. Am Ende der Saison wurde er Fünfter der Tour of Beijing und gewann die Nachwuchswertung des Etappenrennens, die als Rundfahrt der UCI WorldTour der höchsten Rennserie im Straßenradsport angehörte.

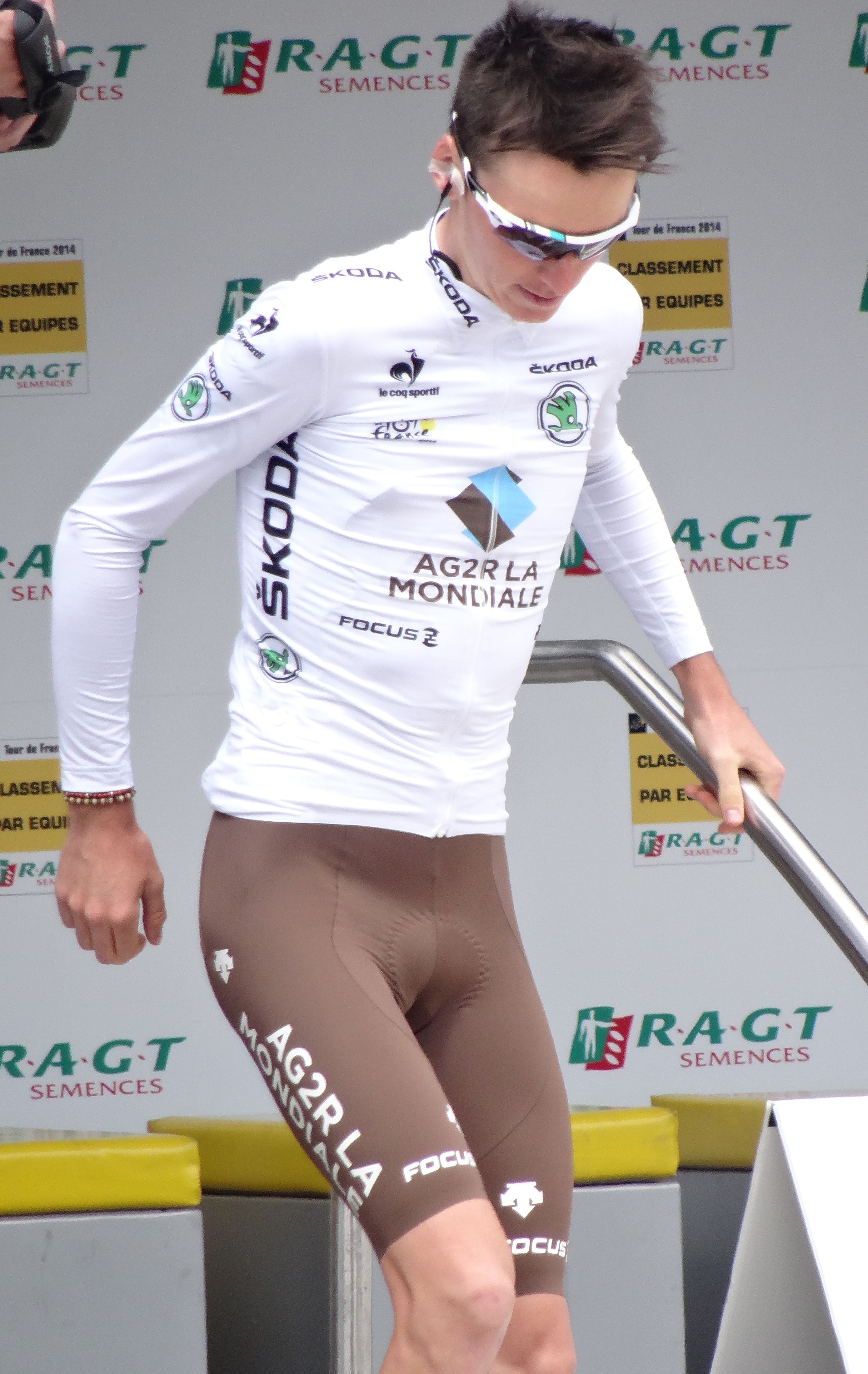
Romain Bardet im Weißen Trikot des besten Nachwuchsfahrers bei der Tour de France 2014

Im Jahr 2014 sicherte sich Romain Bardet zunächst die Nachwuchswertung der Tour of Oman, ehe er das französische Eintagesrennen der Drôme Classic nach einem kurzen Solo gewann. Im März verpasste er nur knapp das Podium der Katalonien-Rundfahrt und musste sich bei der Bergankunft in Vallter 2000 nur dem US-Amerikaner Tejay van Garderen geschlagen geben. Nachdem er bei Lüttich–Bastogne–Lüttich erstmals ein Monument des Radsports in den Top 10 beendet hatte, folgte im Vorfeld der Tour de France ein Fünfter Gesamtrang beim Critérium du Dauphiné. Bei der Frankreich-Rundfahrt ging Bardet an der Seite von Jean-Christophe Péraud an den Start, der schlussendlich den zweiten Gesamtrang belegte. Romain Bardet überzeugte auf den anspruchsvollen Bergetappen und lag zwischenzeitlich auf dem dritten Gesamtrang, ehe er auf der 16. Etappe wertvolle Zeit einbüßte. Er verlor das Weiße Trikot des besten Nachwuchsfahrers an seinen Landsmann Thibaut Pinot und belegte schlussendlich den sechsten Platz in der Gesamtwertung. Am Ende der Saison musste er sich bei der Tour de l’Ain nur dem Niederländer Bert-Jan Lindeman geschlagen geben.
Nach seinen Erfolgen im Vorjahr etablierte sich der zwischenzeitlich 24-jährige Franzose als Gesamtklassement-Fahrer. Zudem kam er bei Lüttich–Bastogne–Lüttich mit der ersten Gruppe an und belegte im Sprint den sechsten Rang. Beim Critérium du Dauphiné gewann er erstmals eine Etappe bei einem Rennen der UCI WorldTour, nachdem er sich in der technischen anspruchsvollen Abfahrt des Col d’Allos von der Spitzengruppe absetzte und als Solist den Zielstrich in Pra-Loup überquerte. Bei der Tour de France 2015 büßte er bereits auf den ersten beiden Etappen viel Zeit ein, ehe er bei der Bergankunft der 10. Etappe fast neun Minuten auf den Etappensieger Chris Froome verlor. Im Anschluss versuchte er, eine Etappe aus einer Ausreißergruppe zu gewinnen. Nachdem er bereits auf der 12. Etappe Dritter geworden war, setzte er sich im Schlussanstieg der 14. Etappe gemeinsam mit Thibaut Pinot von der Spitzengruppe ab. Nach der Kuppe verpokerten sich die beiden jedoch und ließen den Briten Steve Cummings aufschließen, der an den beiden Franzosen vorbei ging und als Sieger auf dem Flugplatz von Mende hervorging. Auf der 18. Etappe setzte sich Bardet in der Abfahrt des Col du Glandon von der Ausreißergruppe ab und feierte nach einem Solo über 35 Kilometer seinen ersten Tour-de-France-Etappensieg in Saint-Jean-de-Maurienne. Zudem rückte er in der Gesamtwertung vor und belegte schlussendlich den neunten Gesamtrang.

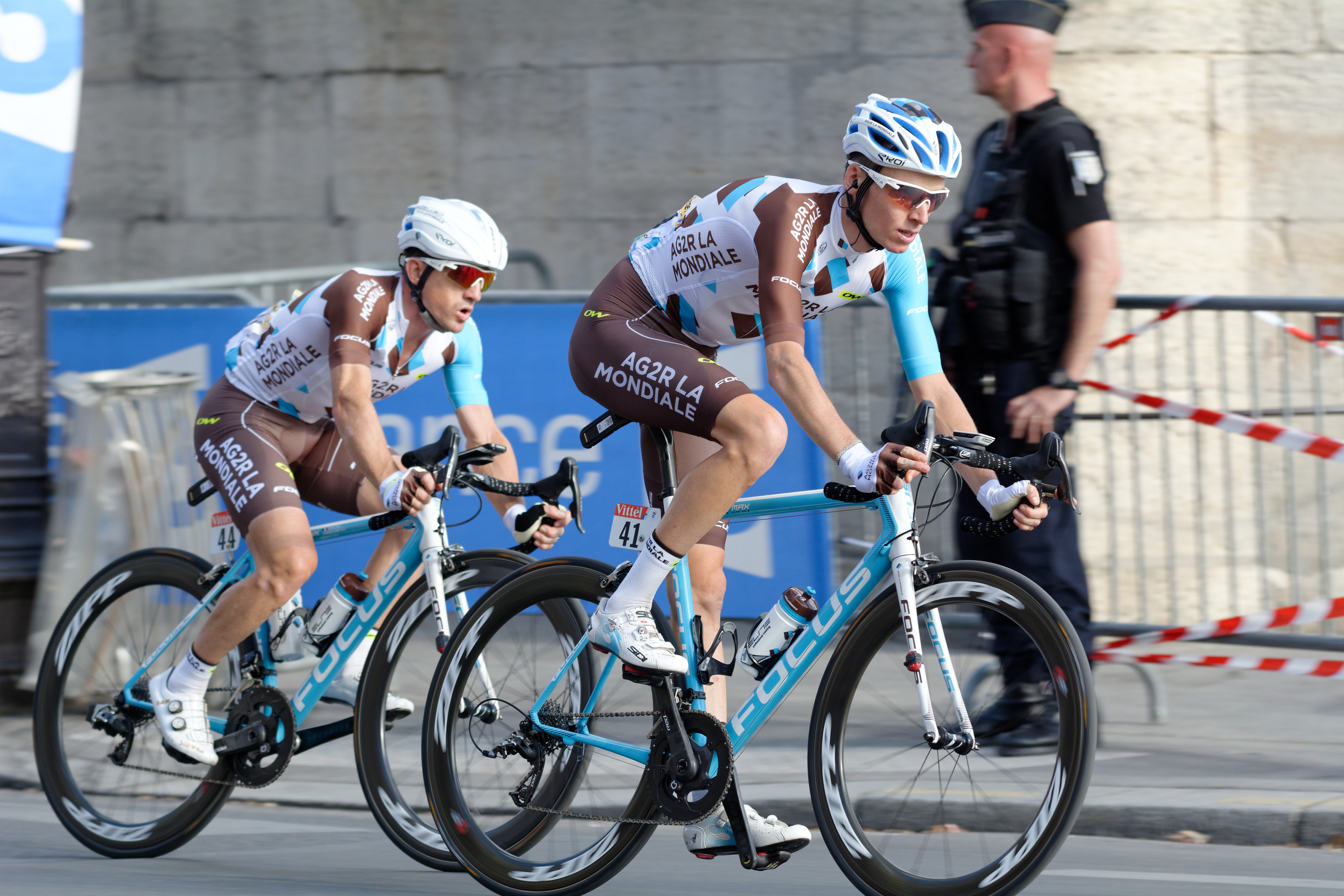
Romain Bardet beendet die Tour de France 2016 auf dem zweiten Gesamtrang

In der Saison 2016 fuhr Romain Bardet bei mehreren Rundfahrten in die Top 10 der Gesamtwertung. Beim Critérium du Dauphiné belegte er mit einem Rückstand von nur 12 Sekunden den zweiten Gesamtrang hinter dem Briten Chris Froome, der die Tour de France der Jahre 2013 und 2015 gewonnen hatte. Bei der Tour de France 2016 überzeugte er als einer der besten Fahrer und gewann die vom Regen beeinflusste 19. Etappe, die mit einer Bergankunft in Le Bettex zu Ende ging. Zugleich schob er sich auf den zweiten Platz in der Gesamtwertung, den er auf der nachfolgenden 20. Etappe verteidigte. Schlussendlich betrug seine Rückstand auf den Gesamtsieger Chris Froome etwas mehr als vier Minuten. Nach der Frankreich-Rundfahrt ging Bardet für die französische Nationalmannschaft bei den Olympischen Spielen von Rio de Janeiro an den Start, wo er als 24. jedoch kein Top-Resultat erzielte. Am Ende der Saison bestritt er mehrere italienische Herbstklassiker und wurde zweiter des Giro dell’Emilia, ehe er als Vierter nur knapp einen Podiumsplatz bei der Lombardei-Rundfahrt verpasste.
Im Jahr 2017 legte Bardet seinen Fokus erneut auf die Tour de France. Im Frühjahr wurde er bei der Auftaktsetappe von Paris–Nizza disqualifiziert, da er sich nach einem Sturz von seinem Mannschaftswagen ziehen ließ. Nach zwei sechsten Plätzen bei Lüttich–Bastogne–Lüttich und dem Critérium du Dauphiné ging der 26-jährige Franzose als Mitfavorit bei der Tour de France 2017 an den Start und präsentierte sich rasch als einer der stärksten Fahrer. Auf der 12. Etappe, die mit einer Bergankunft am Flugplatz von Peyragudes zu Ende ging, feierte er seinen dritten Tour-de-France-Etappensieg und distanzierte dabei auch den gesamtführenden Chris Froome. Nach weiteren guten Leistungen lag Romain Bardet vor dem Einzelzeitfahren der 20. Etappe nur 23 Sekunden hinter dem gesamtführenden Briten. In der Paradedisziplin des dreifachen Tour-de-France-Siegers konnte er jedoch nicht mithalten und rutschte hinter Rigoberto Urán auf den dritten Gesamtrang ab. Schlussendlich fuhr er in Paris mit einem Rückstand von zwei Minuten und 20 Sekunden ein, wobei er seinen Podiumsplatz nur mit einer Sekunden Vorsprung vor Mikel Landa verteidigte. Nach der Frankreich-Rundfahrt ging Romain Bardet erstmals bei der Vuelta a España an den Start, wo er den 17. Gesamtrang belegte.

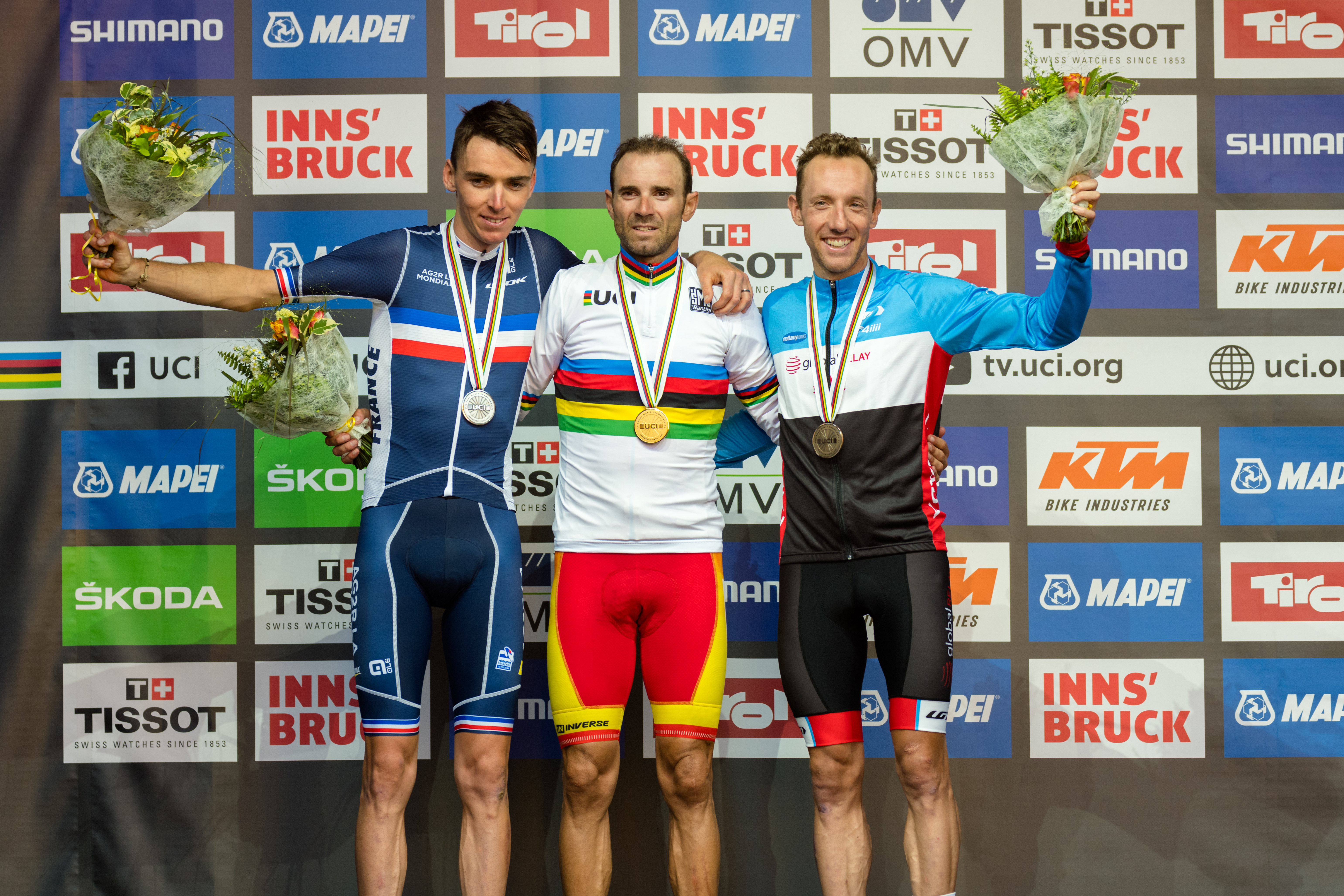
Romain Bardet, Alejandro Valverde und Michael Woods (von links nach rechts) bei den Straßenradsport-Weltmeisterschaften 2018

In der Saison 2018 zeigte Bardet in erster Linie gute Leistungen bei den großen Eintagesrennen auf. Nachdem er die Faun-Ardèche Classic als Solist für sich entschied, wurde er hinter Tiesj Benoot Zweiter einer verregneten Austragung der Strade Bianche. Bei den Ardennen-Klassikern wurde er Neunter des Flèche Wallonne, ehe er als Dritter von Lüttich–Bastogne–Lüttich erstmals auf dem Podium eines Monuments des Radsports stand. Zuvor ging er bei der Flandern-Rundfahrt an den Start, wo er den 73. Rang belegte. Bei der Tour de France 2018 konnte er als Gesamtsechster keine Akzente setzten. Am Ende der Saison ging er zum dritten Mal bei den Straßenradsport-Weltmeisterschaften an den Start. Auf dem gebirgigen Rundkurs um Innsbruck schaffte er den Sprung in eine vier Fahrer umfassende Spitzengruppe, die sich im Schlussanstieg absetzte. Im Sprint musste er sich im Anschluss nur dem Spanier Alejandro Valverde geschlagen geben. In den Jahren 2019 und 2020 konnte Romain Bardet nicht an seine früheren Leistungen anschließen. Bei der Tour de France 2019 konnte er nicht mit den anderen Gesamtklassement-Fahrern mithalten, gewann jedoch die Bergwertung. Die Tour de France 2020 verließ er im Vorfeld der 14. Etappe aufgrund einer Gehirnerschütterung. Am 12. August 2020 gab Romain Bardet seinen Wechsel zum Team DSM bekannt. Für die französische AG2R La Mondiale Mannschaft hatte er zuvor neun Saisons bestritten.

### Wechsel zum Team DSM

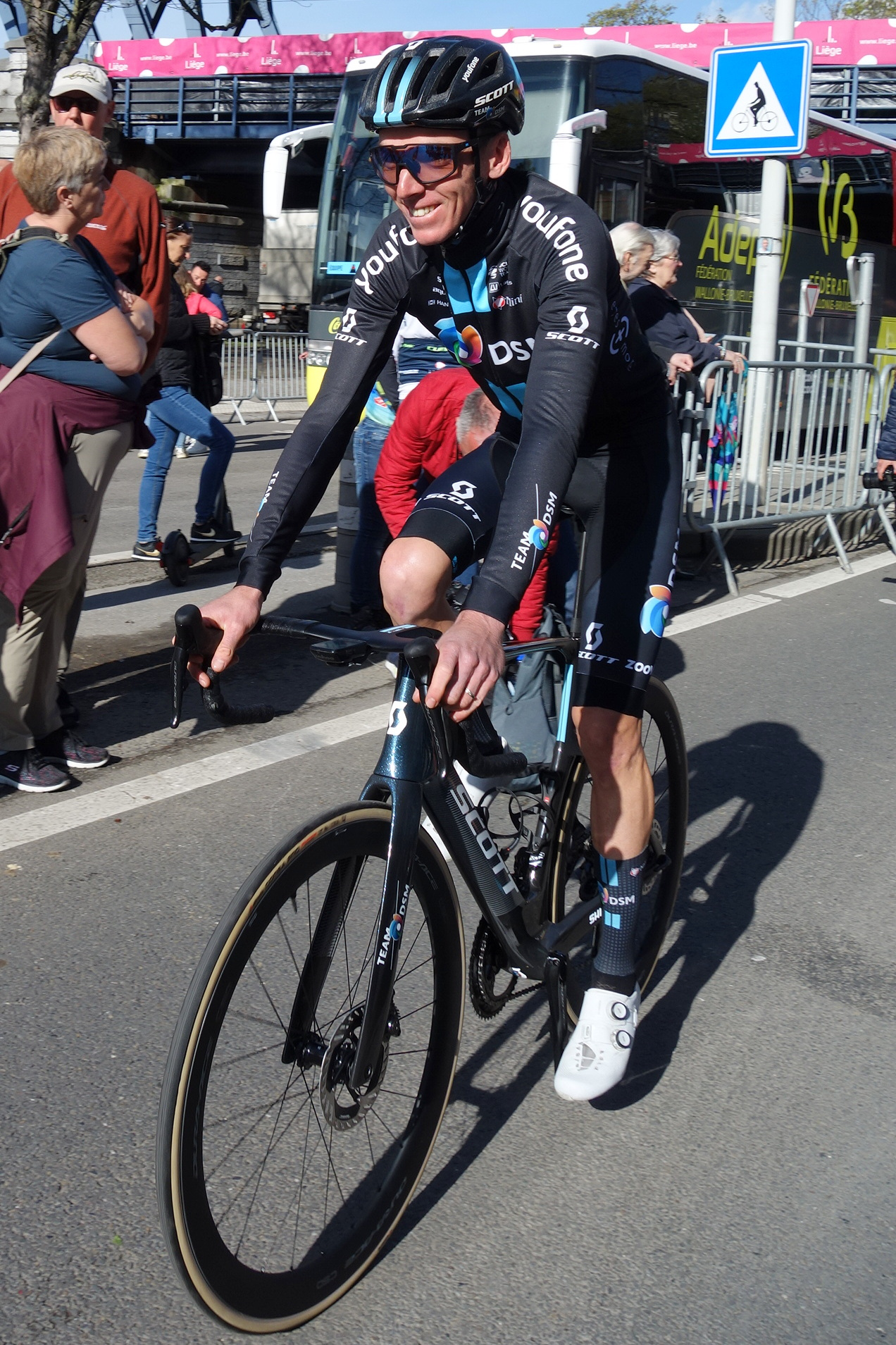
Nach neun Jahren beim AG2R La Mondiale Team wechselt Romain Bardet zum Team DSM

Nach seinem Wechsel zum niederländischen Team DSM gab Romain Bardet im Jahr 2021 den Giro d’Italia und die Vuelta a España als erklärtes Ziel aus und verzichtete auf einen Start bei der Tour de France. Bei der Italien-Rundfahrt überzeugte er auf den anspruchsvollen Etappen der letzten Woche und belegte den siebten Gesamtrang, wobei ihm rund acht Minuten auf den Gesamtsieger Egan Bernal fehlten. Im Vorfeld der Spanien-Rundfahrt gewann er eine Etappe und die Bergwertung der Burgos-Rundfahrt, verlor die Gesamtführung jedoch am letzten Etappentag im Anstieg zu den Lagunas de Neila. Bei der Vuelta a España kam er auf der 5. Etappe rund 12 Kilometer vor dem Ziel zu Sturz und verlor viel Zeit im Gesamtklassement. Im Anschluss fokussierte er sich auf Etappensiege und gewann die Bergankunft der 14. Etappe aus der Ausreißergruppe. Sein letztes Saisonrennen bestritt er bei der Lombardei-Rundfahrt, die er als Achter beendete.
Im Jahr 2022 gewann Romain Bardet die Gesamtwertung der Tour of the Alps. Bei Lüttich-Bastogne Lüttich war er in einen Massensturz involviert, wobei er seinem ebenfalls gestürzten Landsmann Julian Alaphilippe zu Hilfe kam. Für seine Hilfeleistung wurde er später bei der Italien-Rundfahrt ausgezeichnet. Auf der 9. Etappe des Giro d’Italia belegte er bei der Bergankunft auf dem Blockhaus hinter Jai Hindley den zweiten Rang, wodurch er sich auch in der Gesamtwertung auf den dritten Platz schob. Auf der 13. Etappe musste er die Rundfahrt auf dem vierten Gesamtrang liegend jedoch aufgrund von Magenproblemen verlassen. Bei der Tour de France 2022 wurde er auf der 11. Etappe hinter dem späteren Gesamtsieger Jonas Vingegaard erneut Zweiter und beendete seine neunte Frankreich-Rundfahrt schlussendlich auf dem sechsten Gesamtrang.
Im Jahr 2023 kam Bardet nach mehreren Top 10-Platzierungen bei anderen UCI WorldTour Rundfahrten auf der 14. Etappe der Tour de France zu Sturz und musste das Rennen aufgeben. Nach seiner Genesung setzte er sich überraschend im Mannschaftszeitfahren der 1. Etappe bei der Vuelta a España 2023 durch. Auf der 14. Etappe konnte er dem späteren Etappensieger Remco Evenepoel bei dessen Husarenritt am längsten folgen und wurde Etappenzweiter, ehe er die Spanien-Rundfahrt auf dem 21. Gesamtrang beendete.
Im Jänner 2024 sprach er im Alter von 33 Jahren erstmals über ein mögliches Karriereende mit Ende der Saison. Wenige Tage nach seinem fünften Gesamtrang bei der Tour of the Alps stand er als Zweiter von Lüttich–Bastogne–Lüttich zum zweiten Mal in seiner Karriere auf dem Podium eines Monuments des Radsports. Mit dem Giro d’Italia 2024 beendete er eine weitere Grand Tour in den Top 10 der Gesamtwertung, ehe er auch bei der Tour de France an den Start ging. Auf der 1. Etappe griff er rund 50 Kilometer vor dem Ziel im Hauptfeld an und schloss zu der Ausreißergruppe auf, wo er sich gemeinsam mit seinem Teamkollegen Frank van den Broek von den restlichen Fahrern absetzte. Das Duo verteidigte im Anschluss seinen Vorsprung und rettet sich fünf Sekunden vor dem herannahenden Peloton ins Ziel. Frank van den Broek überließ seinem älteren Teamkollegen den Tagessieg, sodass Romain Bardet erstmals in seiner Karriere das Gelbe Trikot überstreifen durfte. Tags drauf musste er die Gesamtführung jedoch an Tadej Pogačar abgeben. Schlussendlich belegte er bei seiner letzten Tour de France den 30. Gesamtrang, nach dem Critérium du Dauphiné 2025 beendete er seine Radsportkarriere.

## Diverses
2022 wurde Bardet vom Internationalen Komitee für Fair Play ausgezeichnet. Er hatte sich beim Rennen Lüttich–Bastogne–Lüttich um den Fahrer Julian Alaphilippe gekümmert, der außer Sichtweite der Teammitglieder und Sanitäter eine Böschung hinuntergestürzt war, und dafür auf eigene Siegchancen verzichtet.

## Erfolge
2010
- eine Etappe Ronde de l’Isard

2011

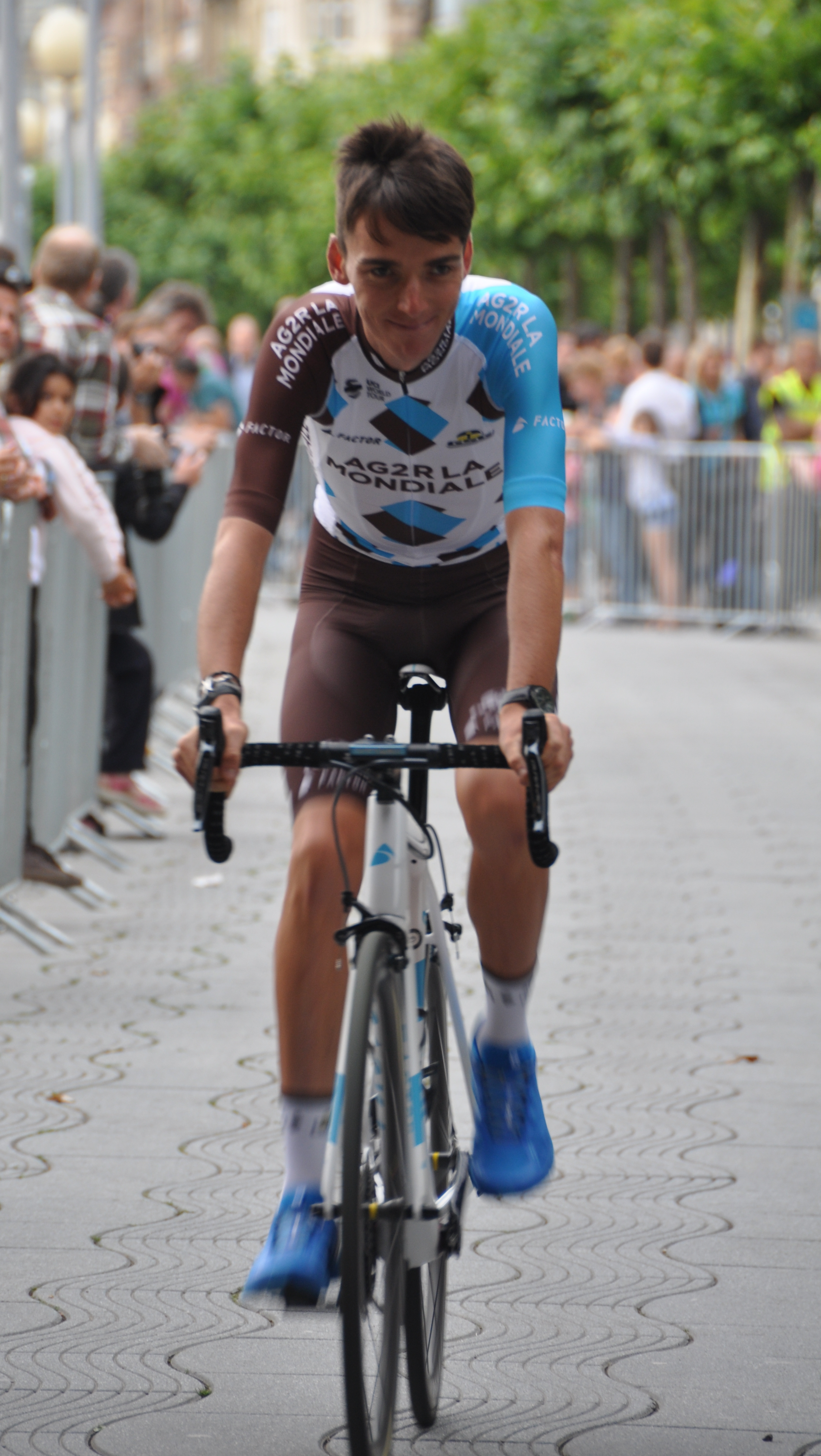
Bardet vor dem Start der Tour 2017 in Düsseldorf

- zwei Etappen Tour des Pays de Savoie
- eine Etappe Tour de l’Avenir

2013
- Gesamtwertung Tour de l’Ain

2014
- Valence Drome Classic

2015
- eine Etappe Critérium du Dauphiné
- eine Etappe und  Rote Rückennummer Tour de France

2016
- eine Etappe Tour de France

2017
- eine Etappe Tour de France

2018
- Classic Sud Ardèche
- Weltmeisterschaft – Straßenrennen

2019
- Bergwertung Tour de France

2021
- eine Etappe und Bergwertung Burgos-Rundfahrt
- eine Etappe Vuelta a España

2022
- Gesamtwertung Tour of the Alps

2024
- eine Etappe Tour de France 2024

## Wichtige Platzierungen
| Grand Tour            | 2012 | 2013 | 2014 | 2015 | 2016 | 2017 | 2018 | 2019 | 2020 | 2021 | 2022 | 2023 | 2024 | 2025 |
| --------------------- | ---- | ---- | ---- | ---- | ---- | ---- | ---- | ---- | ---- | ---- | ---- | ---- | ---- | ---- |
| Giro d’ItaliaGiro     | –    | –    | –    | –    | –    | –    | –    | –    | –    | 7    | DNF  | –    | 9    | 26   |
| Tour de FranceTour    | –    | 15   | 6    | 9    | 2    | 3    | 6    | 15   | DNF  | –    | 6    | DNF  | 30   |      |
| Vuelta a EspañaVuelta | –    | –    | –    | –    | –    | 17   | –    | –    | –    | 25   | –    | 21   | –    |      |

| Weltmeisterschaft   | 2012 | 2013 | 2014 | 2015 | 2016 | 2017 | 2018 | 2019 | 2010 | 2021 | 2022 | 2023 | 2024 |
| ------------------- | ---- | ---- | ---- | ---- | ---- | ---- | ---- | ---- | ---- | ---- | ---- | ---- | ---- |
| StraßenrennenStraße | –    | 28   | 62   | –    | –    | –    | 2    | –    | –    | –    | 22   | –    | 10   |

| Monument                 | 2012 | 2013 | 2014 | 2015 | 2016 | 2017 | 2018 | 2019 | 2020 | 2021 | 2022 | 2023 | 2024 | 2025 |
| ------------------------ | ---- | ---- | ---- | ---- | ---- | ---- | ---- | ---- | ---- | ---- | ---- | ---- | ---- | ---- |
| Mailand–Sanremo          | –    | 17   | –    | –    | –    | –    | –    | 50   | –    | 27   | –    | –    | –    | –    |
| Flandern-Rundfahrt       | –    | –    | –    | –    | –    | –    | –    | –    | 25   | –    | –    | –    | –    | –    |
| Paris–Roubaix            | –    | –    | –    | –    | –    | –    | –    | –    | –    | –    | –    | –    | –    | –    |
| Lüttich–Bastogne–Lüttich | –    | 13   | 10   | 6    | 13   | 6    | 3    | 21   | –    | –    | DNF  | 15   | 2    | 82   |
| Lombardei-Rundfahrt      | 29   | –    | 11   | 17   | 4    | –    | DNF  | –    | –    | 8    | 9    | 11   | –    |      |